# Château inférieur d'Arnad
Pour le château du même nom à Perloz, voir Château des Vallaise.
Le château inférieur d'Arnad, dénommé également Château Vallaise, Palais de la Costetta et château inférieur de la Côte, se situe à Arnad, dans la basse Vallée d'Aoste, près du château supérieur.

## Histoire
D'origines médiévales, le château Vallaise d'Arnad a subi plusieurs modifications au cours des siècles.
Il fut construit par la famille de Vallaise à Arnad au XVIIe siècle près des ruines d'un ancien manoir.
À partir du XVIIe siècle, il est dénommé également Palais de la Costetta, par assonance avec la maison frote de la côte. L'aspect de château résulte des modifications effectuées entre 1660 et 1670 par le baron Félix-Charles-François de Vallaise, tandis les éléments de résidence lui ont été donnés par Alexandre de Vallaise, décédé en 1823 et ministre des affaires étrangères du royaume de Sardaigne sous Victor-Emmanuel II.
Il a été vendu par Rosalie de Vallaise, fille d'Alexandre et dernière héritière de la famille, au commerçant turinois Giacobini. Il a été revendu ensuite à plusieurs propriétaires.
La région autonome Vallée d'Aoste l'a acheté en 2010 aux De Bernardi pour le restaurer et l'ouvrir au public.

## Architecture
L'édifice bâti par les Vallaise présente trois étages avec deux tours carrées pour décoration. Une petite cour avec une loggia se trouve à l'intérieur.

## La chapelle Saint-Joseph
La chapelle Saint-Joseph a été construite par Amedée de Vallaise-Côte en 1566. Elle présente une voûte d'arêtes avec un ciel étoilé et des décorations en style Art nouveau. Le maître autel remonte à 1670.

## Galerie

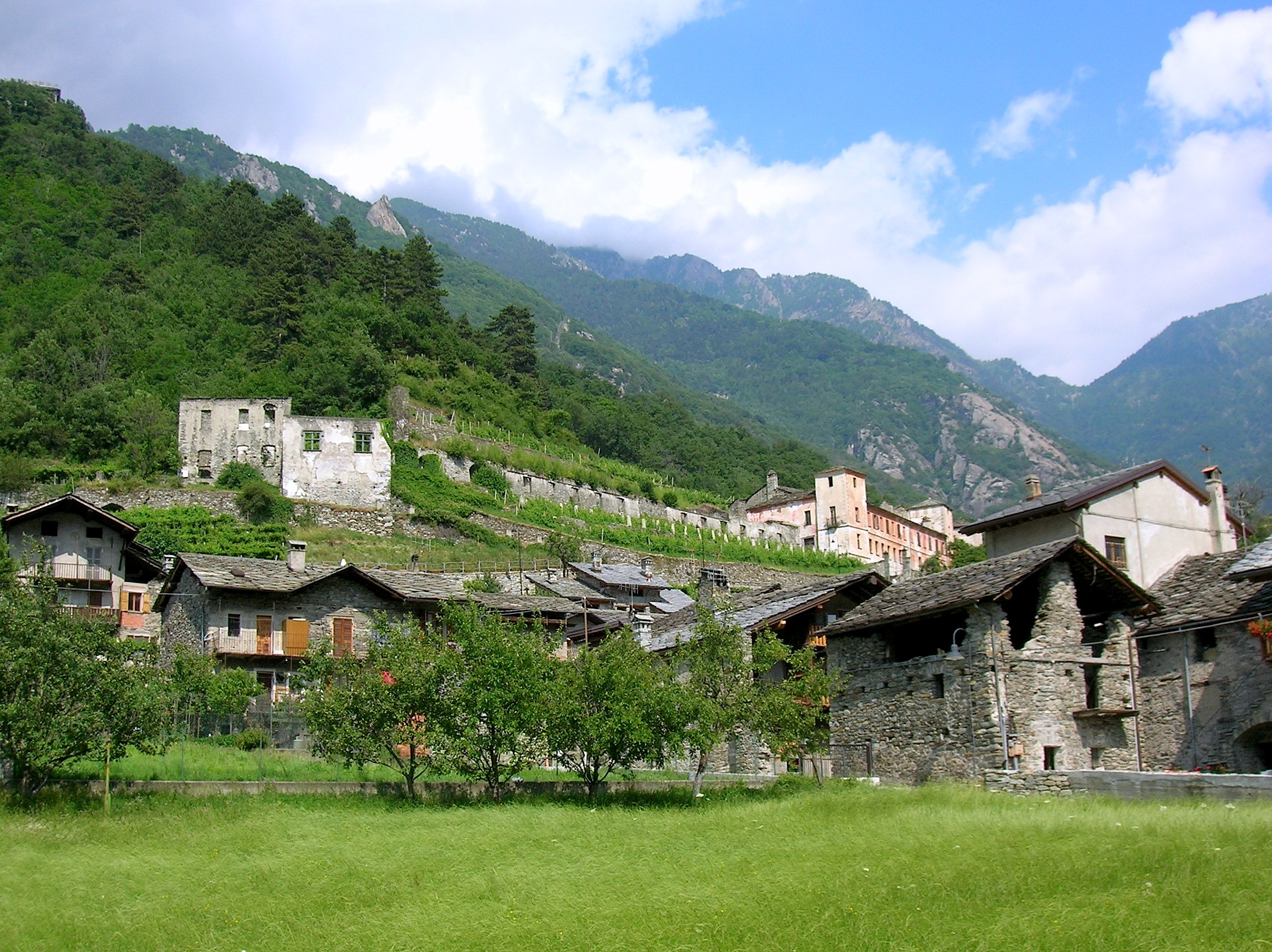
Le château.
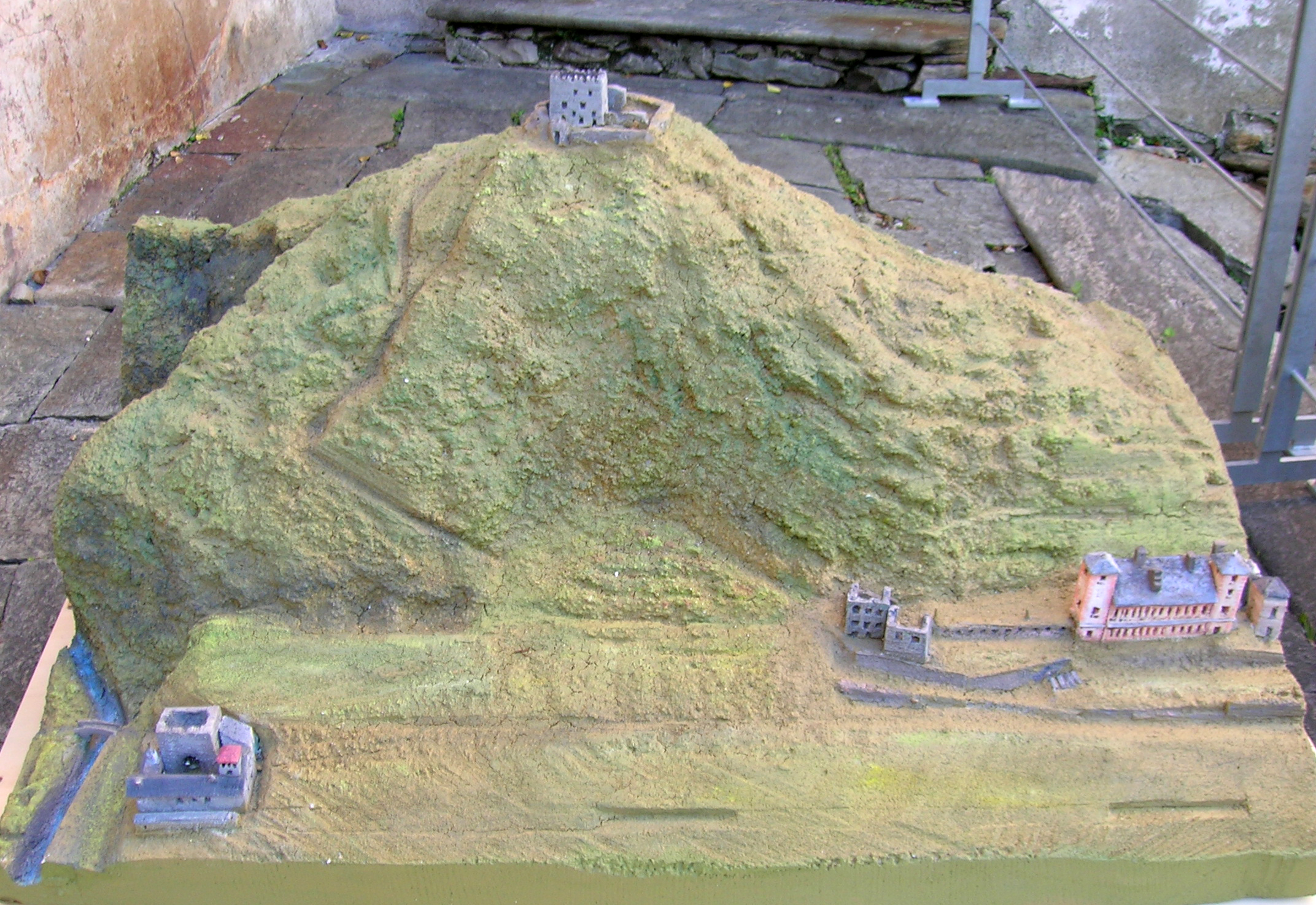
Maquette avec les châteaux inférieur et supérieur d'Arnad.
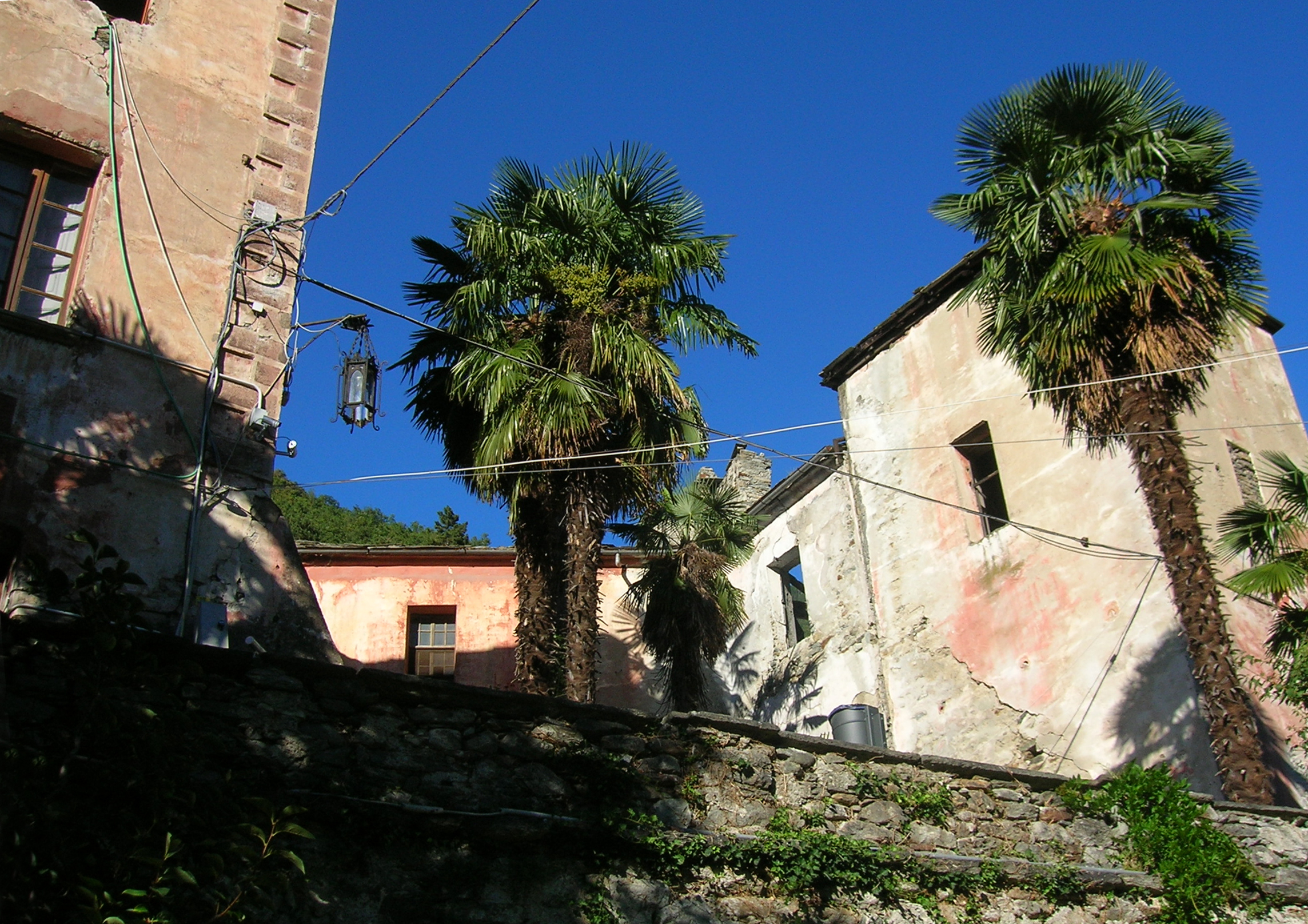
Vue de la terrasse inférieure de la cour avec des palmiers près de l'entrée.
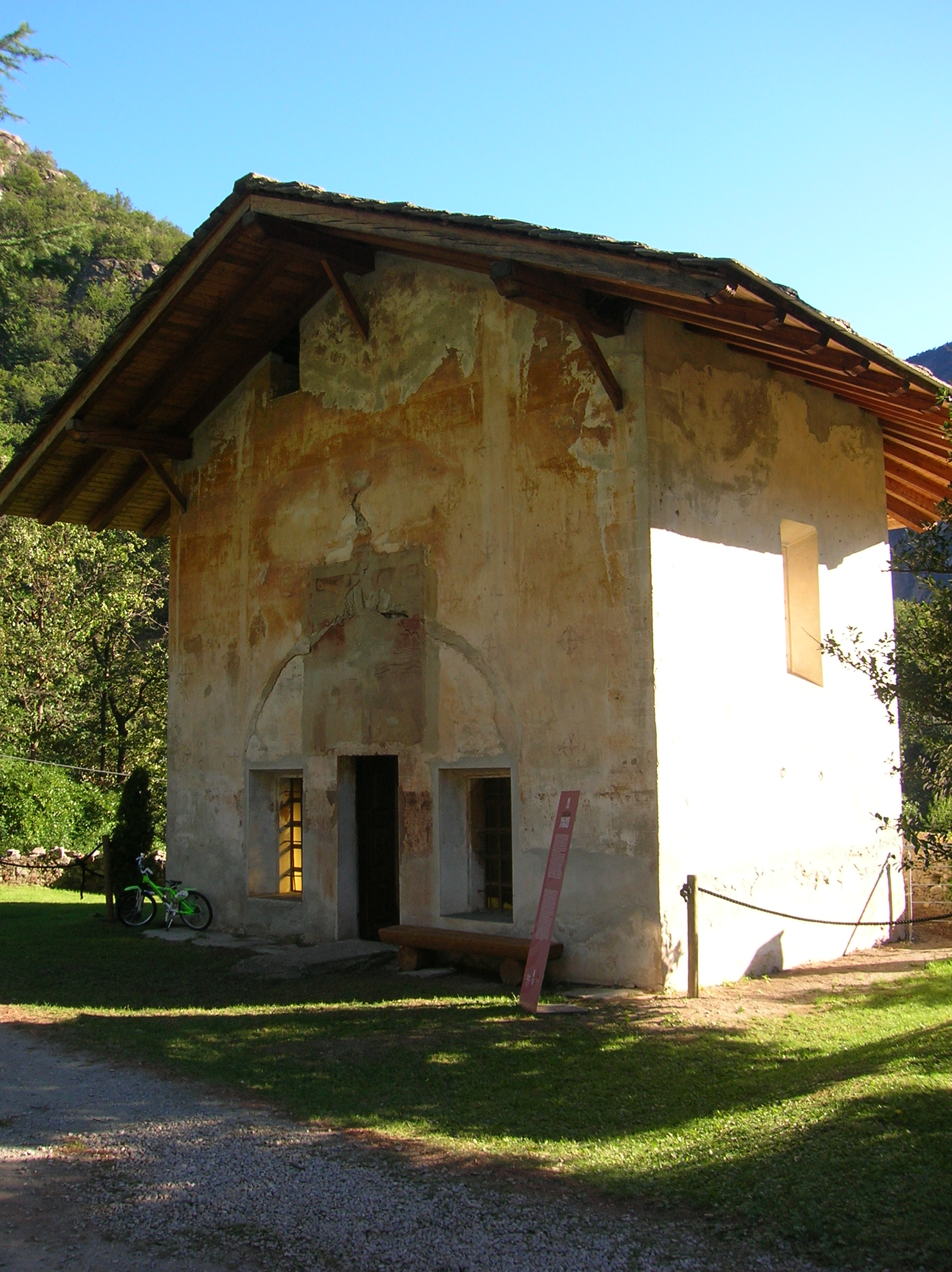
La chapelle Saint-Joseph (1566).